# 文化媒介力
文化媒介力（ぶんかばいかいりょく）とは、ある目標に向けて協働すべき異文化の集団や組織をつなぎ、その目標達成に寄与する力を指す概念。キーパーソンやメディエーターと言われる個人の資質を指す語とは似て異なる。

## 定義
一般には、ある個人がメディエーターとして媒介力を発揮する場合もあり、個人の資質として「キーパーソン」や「メディエーター」の役割について議論されているが、複数の人の力が媒介力として機能することもある。松田陽子は、文化媒介力はまだ明確に確立された概念ではなく、様々な定義がありうるとしている。
文化媒介力に必要な事柄は以下の通り。
1. それぞれの文化についての認知的および情意的レベルでの理解力。
2. さまざまなコミュニケーション力。たとえば、双方をつなぐための情報の受発信、コミュニケーションの場の設定、システムの構築、関与者や第三者の支援を得るためのコミュニケーションの力。
3. 共有する目標を明確化し、利害関係の調整、意識の共有、信頼関係の醸成や目標達成に向けてのアイディアを創成する力である。

### 文化媒介力の志向性
文化媒介力は常に力関係の異なる集団や組織をつなぐ媒介者が発揮するものであるため、両集団や両組織の目指す目標が同じであっても、そこに至るまでにとる手順や手法または戦略は、両集団や両組織で異なることが予想される。つまり「文化媒介力」には志向性があり、媒介者の価値判断でその志向性の方向や強弱が決まると水谷俊亮は指摘している。さらには、人として職種や階級などで人間関係が固定化するのではなく自由に選択できることが保障されてこそ人は活き活きと生きていけるため、そのような機会を作り出すこともまた文化媒介力の一側面であるとしている。